# اوگلود
شهر اوگلود فرانسوی: Hooglede‎ در شهرستان رئزلر در استان فلاندری غربی در منطقه فلاندری در کشور بلژیک واقع شده‌است.